# Стахорский, Сергей Всеволодович
Серге́й Все́володович Стахо́рский (род. 10 ноября 1955, Москва, СССР) — советский и российский театровед и историк культуры. Доктор искусствоведения, профессор. 
Автор научных монографий и статей по истории и теории русского театра (в журналах «Театр», «Современная драматургия», «Балаган» (Германия)), а также работ по истории отечественной культуры, русскому символизму; составитель и научный редактор нескольких энциклопедий.

## Биография
В 1978 году окончил театроведческий факультет ГИТИСа (курс Н. И. Эльяша).
В 1982—1997 годах преподавал в ГИТИСе (с 1991 — РАТИ), с 1999 года — профессор РГГУ. Профессор и заведующий кафедрой теории и истории культуры Гуманитарного института телевидения и радиовещания имени М. А. Литовчина.
В 1987 году защитил диссертацию на соискание учёной степени кандидата искусствоведения по теме «Проблемы стиля современной оперной режиссуры : на материале творчества Б. А. Покровского»
В 1993 году в Российском институте искусствознания защитил диссертацию на соискание учёной степени доктора искусствоведения по теме «Русская театральная утопия начала XX века» (специальность 17.00.01 – Театральное искусство). Официальные оппоненты — доктор искусствоведения М. И. Туровская, доктор искусствоведения Н. А. Ястребова и доктор искусствоведения В. В. Фролов. Ведущая организация — Школа-студия /ВУЗ/ имени В. И. Немировича-Данченко.
С 2012 года — член диссертационного совета Государственного института искусствознания.

### Книги
1. Из истории советской науки о театре. 20-е годы: Сборник трудов / Сост., общ. ред., коммент. и биографич. очерки С. В. Стахорского. — М.: ГИТИС, 1988. — 339 с.[5]
2. Вячеслав Иванов. Предчувствия и предвестия. Сб. ст. / Сост., подготовка текста и комментариев=С. В. Стахорский. — М.: ГИТИС, 1991. — 125 с.
3. С. В. Стахорский. Вячеслав Иванов и русская театральная культура начала XX века. — М.: ГИТИС, 1991. — 102 с.
4. Энциклопедия литературных героев / Сост. и научный редактор С. В. Стахорский. — М.: Аграф, 1997. — 496 с. — ISBN 5-7784-0013-6.
5. Степун Ф.А. Встречи. Статьи, эссе, рецензии / Сост. и автор предисловия=С. В. Стахорский. — М.: Аграф, 1998. — 256 с. — ISBN 5-7784-0054-3.
6. Энциклопедия литературных произведений / Сост. и научный редактор С. В. Стахорский. — М.: ВАГРИУС, 1998. — 656 с. — ISBN 5-7027-0825-3.[6],[7]
7. Энциклопедия мировой литературы / Сост. и научный редактор С. В. Стахорский. — СПб.: Невский проспект, 2000. — 656 с. — ISBN 5-93783-002-4.
8. Хроника мировой культуры / Сост. и главный редактор С. В. Стахорский. — М.: Белый город, 2001. — 752 с. — ISBN 5-7793-373-8.
9. С. В. Стахорский. Русская культура: популярная иллюстрированная энциклопедия. — М.: Дрофа-Плюс, 2006. — 815 с. — 8000 экз. — ISBN 5-9555-0280-7.
10. С. В. Стахорский. Русская литература: популярная иллюстрированная энциклопедия. — М.: Дрофа-Плюс, 2007. — 607 с. — 7000 экз. — ISBN 978-5-9555-1077-4.[8],
11. С. В. Стахорский. Осевое время русского театра // Вестник истории, искусства и литературы. — М.: РАН, 2007.
12. С. В. Стахорский. Искания русской театральной мысли. — М.: Свободное издательство, 2007. — 472 с. — ISBN 5-89865-003-0.
13. С. В. Стахорский. Украденные имена: мировая культура на рынке товаров и услуг // Наука телевидения. — М.: ГИТР, 2009.
14. С. В. Стахорский. Театральная культура Древней Руси. — М.: ГИТР, 2012. — 392 с. — ISBN 978-5-84237-048-0.[9]
15. С. В. Стахорский. Драматургия Симеона Полоцкого. — М.: ГИТР, 2013. — 52 с. — ISBN 978-5-94237-056-5.
16. С. В. Стахорский. Архаические паттерны в современной речевой среде // Наука телевидения. — М.: ГИТР, 2013.